# Quasipaa verrucospinosa
Quasipaa verrucospinosa — вид жаб родини Dicroglossidae.

## Поширення
Вид поширений в Аннамських горах в Лаосі, В'єтнамі та на півдні Китаю (провінція Юньнань). Трапляється в струмках і навколо них, в яких він розмножується, у пагорбах і нижньогірських вічнозелених лісах.